# Lukas Kruse
Lukas Kruse (Paderborn, 9 juli 1983) is een Duits profvoetballer die als doelman speelt.
Kruse begon zijn loopbaan bij SC Paderborn 07 en werd in 2008 door Borussia Dortmund aangetrokken waar hij als derde doelman fungeerde en bij het tweede team speelde. In het seizoen 2009/10 was hij reservedoelman bij FC Augsburg. Hij keerde terug bij SC Paderborn 07 waar hij basisspeler werd en waarmee hij in het seizoen 2014/15 in de Bundesliga uitkwam en degradeerde. In het seizoen 2017/18 was hij reservedoelman bij Holstein Kiel. In oktober 2018 sloot hij aan bij Eintracht Braunschweig.